# Barrandov Krimi
Barrandov Krimi (dříve Barrandov Plus) je třetím televizním kanálem skupiny TV Barrandov. Jeho vysílání bylo zahájeno 16. května 2015. Je dalším spuštěným kanálem skupiny TV Barrandov po kanálu Kino Barrandov, který začal vysílat o měsíc dříve. Pod současným názvem vysílá od 1. února 2019.

## Změna názvu
Dne 1. února 2019 se název kanálu změnil z Barrandov Plus na Barrandov Krimi. Programová skladba se výrazně nezměnila – mezi změny patřilo pouze zrušení dopolední reprízy pořadu Popelka, který byl nahrazen jedním dílem pořadu Věřte nevěřte (vysílaly se tak dva díly za sebou), a nasazení seriálu Matlock (také dva díly po sobě), který v podvečer nahradil Nebezpečné vztahy live a Soudkyni Barbaru. 

## Program
Kanál během dne vysílá především vlastní tvorbu TV Barrandov jako pořady Soudkyně Barbara, Soudce Alexandr, Odvolací soud, Nejvyšší soud, Aféry či Intim s Heidi Janků. Postupně se přidaly i další pořady jako Šťastná 7, Doktorka Kellerová, Policie Delta, Záchranáři nebo Badatelé, dokumentární cyklus reportéra Jaroslava Mareše.

## Vysílání
Barrandov Krimi vysílá v Multiplexu 23. Dále na Skylinku v balíčku Digital, v UPC – předvolbě 152 (Barrandov Krimi HD pozice 16, SD verze 165) a O2 TV na pozici 106.